# 苗育秀
苗育秀（1920年11月23日—2004年3月30日），名寶發，字育秀，生於山東牟平縣，台灣企業家、台灣麵粉之父，為聯華神通集團、中華穀類食品工業技術研究所的創辦人。

## 生平
1949年隨國民政府來台灣。最早美國以麵粉直接援助台灣，苗育秀向經濟部長尹仲容建議，請美國改以小麥援助，在台灣加工，以扶植台灣工業。1951年，創辦聯華麵粉米穀廠，生產麵粉、精麥。1952年，成立台灣區麵粉工業同業公會，並擔任理事長。
1955年，創辦聯華實業股份有限公司，進軍食品業。他努力多角化經營，陸續成立農具廠、紡織廠、水晶玻璃廠、遊艇廠、豆沙廠、食品二次加工廠等
1960年代開始，投資創辦「聯華氣體」、「聯成化科」、「神通電腦」、「神達電腦」、「聯強國際」等高科技工業。

## 家庭
長女苗豐國，長子苗豐強，次子苗豐盛，二女苗豐玲。

## 外部連結
- 「麵粉之父」苗育秀先生　病逝台灣榮總　享壽85歲 （页面存档备份，存于）